# Ỹ
Ỹ (minuskule ỹ) je písmeno latinky, které se nazývá Y s vlnovkou. Vyskytuje se ve vietnamštině, guaranštině a v indiánských jazycích apalai, kaingang, timbira a toba.

## Výslovnost
- Ve vietnamštině vlnovka označuje tón, a Y se vyslovuje jako české I (IPA: /i/).
- V jazyce toba se Ỹ vyslovuje jako české J (IPA: /j/).
- V guaranštině Ỹ značí jednu z nazálních samohlásek (IPA: /ɨ̃/).

## Unicode
V Unicode má Ỹ a ỹ tyto kódy:
Ỹ U+1EF8
ỹ U+1EF9